# Mörkegöl (Dalhems socken, Småland)
Mörkegöl är en sjö i Västerviks kommun i Småland och ingår i Storån-Botorpsströmmens kustområde.